# Lista över världsrekord i friidrott satta 2014
Det här är en lista över världsrekord i friidrott satta 2014.

## Inomhus
| Idrottare                                                        | Land      | Gren            | Rekord  | Tävling                                 | Plats     | Datum            | Gällde till      |
| ---------------------------------------------------------------- | --------- | --------------- | ------- | --------------------------------------- | --------- | ---------------- | ---------------- |
| Genzebe Dibaba                                                   | Etiopien  | 1 500m kvinnor  | 3.55,17 | Karlsruhe Internationales Hallenmeeting | Karlsruhe | 1 februari 2014  | 9 februari 2021  |
| Genzebe Dibaba                                                   | Etiopien  | 3 000 m kvinnor | 8.16,60 | XL-galan                                | Stockholm | 6 februari 2014  | gäller 2022      |
| USA: Richard Jones, David Torrence, Duane Solomon, Erik Sowinski | USA       | 4 x 800 m män   | 7:13.11 | New Balance Indoor Grand Prix           | Boston    | 8 februari 2014  | 25 februari 2018 |
| Renaud Lavillenie                                                | Frankrike | Stavhopp män    | 6,16    | Pole Vault Stars                        | Donetsk   | 15 februari 2014 | 8 februari 2020  |
| USA: Kyle Clemons, David Verburg, Kind Butler III, Calvin Smith  | USA       | 4 x 400 m män   | 3.02,13 | Inomhus-VM                              | Sopot     | 9 mars 2014      | 4 mars 2018      |

## Utomhus
| Idrottare                                                                 | Land      | Gren                          | Rekord   | Tävling                   | Plats     | Datum             | Gällde till       |
| ------------------------------------------------------------------------- | --------- | ----------------------------- | -------- | ------------------------- | --------- | ----------------- | ----------------- |
| Renaud Lavillenie                                                         | Frankrike | Stavhopp män                  | 6,16     | Pole Vault Stars          | Donetsk   | 15 februari 2014  | 8 februari 2020   |
| Florence Kiplagat                                                         | Kenya     | 20 km kvinnor                 | 1:01.56  | Mitja Marató de Barcelona | Barcelona | 16 februari 2014  | 15 februari 2015  |
| Florence Kiplagat                                                         | Kenya     | Halvmaraton kvinnor           | 1:05.12  | Mitja Marató de Barcelona | Barcelona | 16 februari 2014  | 15 februari 2015  |
| Edna Kiplagat                                                             | Kenya     | 30 km kvinnor (ej mixat lopp) | 1:39.11  | London Marathon           | London    | 13 april 2014     | 23 april 2017     |
| Florence Kiplagat                                                         | Kenya     | 30 km kvinnor (ej mixat lopp) | 1:39.11  | London Marathon           | London    | 13 april 2014     | 23 april 2017     |
| Jamaica: Nickel Ashmeade, Warren Weir, Jermaine Brown, Yohan Blake        | Jamaica   | 4 x 200 m män                 | 1.18,63  | IAAF World Relays         | Nassau    | 24 maj 2014       | gäller 2022       |
| Kenya: Mercy Cherono, Faith Kipyegon, Irene Jelagat, Hellen Obiri         | Kenya     | 4 x 1 500 m kvinnor           | 16.33,58 | IAAF World Relays         | Nassau    | 24 maj 2014       | 31 juli 2020      |
| Kenya: Collins Cheboi, Silas Kiplagat, James Kiplagat Magut, Asbel Kiprop | Kenya     | 4 x 1 500 m män               | 14.22,22 | IAAF World Relays         | Nassau    | 25 maj 2014       | gäller 2022       |
| Yohann Diniz                                                              | Frankrike | 50 km gång män                | 3:32.33  | Europamästerskapen        | Zürich    | 15 augusti 2014   | gäller 2022       |
| Anita Włodarczyk                                                          | Polen     | Slägkastning kvinnor          | 79,58    | ISTAF Berlin              | Berlin    | 31 augusti 2014   | 1 augusti 2015    |
| Emmanuel Mutai                                                            | Kenya     | 30 km män                     | 1:27.37  | Berlin Marathon           | Berlin    | 28 september 2014 | 24 april 2016     |
| Dennis Kipruto Kimetto                                                    | Kenya     | Maraton män                   | 2:02.57  | Berlin Marathon           | Berlin    | 28 september 2014 | 16 september 2018 |

## U20-rekord
| Idrottare        | Land      | Gren                  | Rekord   | Tävling                       | Plats  | Datum        | Gällde till     |
| ---------------- | --------- | --------------------- | -------- | ----------------------------- | ------ | ------------ | --------------- |
| Trayvon Bromell  | USA       | 100 m pojkar          | 9,97     | NCAA Division I Championships | Eugene | 13 juni 2014 | gäller 2022     |
| Ronald Kwemoi    | Kenya     | 1 500 m pojkar        | 3.28,81  | Herculis                      | Monaco | 18 juli 2014 | gäller 2022     |
| Anežka Drahotová | Tjeckien  | 10 000 m gång flickor | 42.47,25 | Junior-VM                     | Eugene | 23 juli 2014 | gäller 2022     |
| Wilhem Belocian  | Frankrike | 110 m häck pojkar     | 12.99    | Junior-VM                     | Eugene | 24 juli 2014 | 20 augusti 2021 |

## U20-inomhusrekord
| Idrottare      | Land           | Gren             | Rekord  | Tävling                       | Plats   | Datum           | Gällde till  |
| -------------- | -------------- | ---------------- | ------- | ----------------------------- | ------- | --------------- | ------------ |
| Mary Cain      | USA            | 1 000 m flickor  | 2.35,80 | New Balance Indoor Grand Prix | Boston  | 8 februari 2014 | gäller 2022  |
| David Omoregie | Storbritannien | 60 m häck pojkar | 7,50    | Welsh Athletics International | Cardiff | 9 mars 2014     | 12 mars 2017 |